# Gynoplistia (Gynoplistia) bona
Gynoplistia (Gynoplistia) bona is een tweevleugelige uit de familie steltmuggen (Limoniidae). De soort komt voor in het Australaziatisch gebied.